# Fusigobius duospilus
Fusigobius duospilus es una especie de peces de la familia de los Gobiidae en el orden de los Perciformes.

## Morfología
Los machos pueden llegar a alcanzar los 6 cm de longitud total.

## Hábitat
Es un pez de Mar, de clima tropical y asociado a los  arrecifes de coral que vive entre 1-42 m de profundidad.

## Distribución geográfica
Se encuentra desde el África Oriental hasta las Islas de la Sociedad e Islas Ogasawara.

## Observaciones
Es inofensivo para los humanos.